# Litla Lauvøyna
Litla Lauvøyna est une île norvégienne du comté de Hordaland appartenant administrativement à Hauglandshella.

## Description
Rocheuse et désertique, elle s'étend sur environ 232 m de longueur pour une largeur approximative de 169 m. Elle contient deux bâtiments.